# CaixaForum Gerona

## Fundación ”la Caixa”
La Fundación ”la Caixa” ha recuperado edificios de gran interés arquitectónico en las principales ciudades del país para convertirlos en centros de divulgación cultural: una apuesta por el arte y la cultura como fuente de desarrollo personal y social que aporta a las ciudades un punto de encuentro entre conocimiento, personas y espacios dinámicos para todas las edades. 
CaixaForum Girona ofrece una amplia programación de exposiciones y actividades culturales y educativas dirigidas a todos los públicos. Forma parte de una red de centros CaixaForum que se extiende por varios puntos de la geografía española: CaixaForum Madrid, CaixaForum Barcelona, CaixaForum Sevilla, CaixaForum Zaragoza, CaixaForum Palma, CaixaForum Lérida , CaixaForum Tarragona, CaixaForum València y CaixaForum Macaya.

## Edificio
El edificio que alberga CaixaForum Girona es una muestra de arquitectura civil catalana de época medieval. Construido en la calle de Ciutadans - antigua arteria de la ciudad y lugar de residencia de familias nobles -, los historiadores defienden la hipótesis de que se trata de un palacio del siglo XIII, propiedad de una de las grandes familias de la Girona medieval, los Sitjar. En el solar donde se levantó dicho edificio existía un antiguo molino que data del año 1078. De estos períodos se han preservado algunos elementos arquitectónicos, como el soportal de la planta baja o el patio interior, así como decorativos, como las ventanas triforas del primer piso.

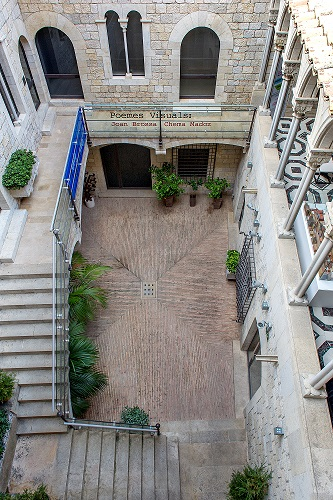
Patio.

En el siglo XV, un incendio provocó la destrucción total del palacio y la pérdida de importantes datos documentales, lo que dificultó la reconstrucción de su historia. Fue reedificado con escasos medios y se reconstruyó aprovechando los restos del propio palacio. En cuanto a sus propietarios, se pierde el rastro de la familia Sitjar y a lo largo de los siguientes años el edificio pasa por distintas manos, hasta que, en el siglo XVIII, Narcís Rigau lo convierte en una posada, pues en aquel momento Girona era una parada obligada de las diligencias y carruajes que iban de Barcelona a Francia. Es precisamente en este momento cuando el establecimiento comienza a conocerse como La Fontana d'Or. 
Con el tiempo, el edificio ha tenido distintos usos. Declarado en 1921 Monumento Nacional, los grandes espacios del antiguo palacio se convirtieron en sede de distintas instituciones, como la Schola Orpheònica Gironina, el Ateneu de Girona, la Asociación Esperanto, la Cámara de Comercio o la Caja de Ahorros de la Generalidad de Cataluña.
Después de un largo periodo de investigación y siete de años de trabajos de restauración historicista, dirigidos por el arquitecto Joan Maria de Ribot i de Balle, en octubre de 1973 la Fontana d'Or abrió de nuevo sus puertas convertida en centro cultural. 
En primavera del 2011, el histórico edificio iniciaba una nueva etapa convertido en CaixaForum Girona.

## Instalaciones
- Salas de exposición: ubicadas en la planta baja y subterránea del edificio. Albergan las grandes exposiciones y ocupan 400 m². 
  - Se hacen exposiciones temporales referidas a las grandes culturas del pasado, el arte moderno y contemporáneo, los grandes maestros de la fotografía del siglo XX y las tendencias de la creación plástica contemporánea.
  - Uno de los espacios está específicamente dedicado a Acceso directo, microexpociones protagonizadas por obras de la Colección de Arte Contemporáneo de "la Caixa".

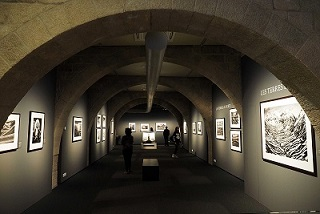
Sala de exposiciones

- Sala de actos: espacio situado en la parte noble del edificio, en la primera planta, con capacidad para 108 personas. Sala adaptada para las diferentes actividades: música, cine, conferencias...

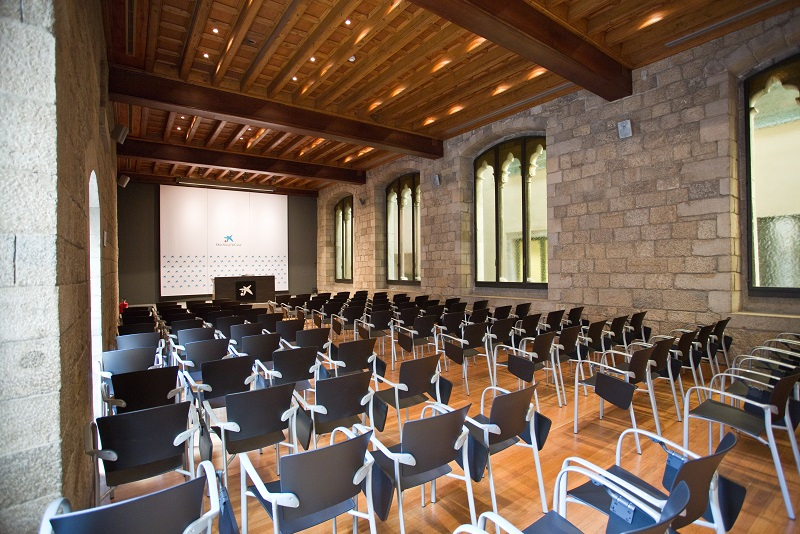
Salón de actos

- Espacio 1: ubicado también en la primera planta, se adapta a distintas funcionalidades: sala de conferencias/actividades. Tiene una capacidad para 80 personas.
- Aulas: CaixaForum Girona dispone de dos aulas con capacidad para 30 personas cada una. Una de las aulas puede convertirse en 2 espacios independientes.

## Principales exposiciones
- Ramon Pichot. De Els Quatre Gats a La Maison Rose (2019)
- Faraón. Rey de Egipto (2019)
- IVAM Construyendo nuevos mundos (2020)
- Aniversario de la llegada del hombre a la Luna (2020)'
- Acceso directo a Acrux-Vela-Hamal, 20, de Rosa Brun (2021)
- Pixar. Construyendo personajes (2021)
- Objetos de deseo. Surrealismo y diseño 1924-2020 (2021)
- Arte y mito. Los dioses del Prado (2022)